# Château Vieux de Candes
Ne doit pas être confondu avec Château Neuf de Candes.
Pour les articles homonymes, voir Château-Vieux et Château de Châteauvieux.
Le château vieux de Candes ou ancien château des archevêques de Tours est un ancien logis situé sur la commune de Candes-Saint-Martin, dans le département d'Indre-et-Loire, qui servit longtemps de résidence d'été aux archevêques de Tours.
Construit au début du XVe siècle puis remanié à plusieurs reprises, il est délaissé comme résidence épiscopale au profit d'un château plus moderne à la fin du XVIIe siècle.

## Localisation
Le château vieux de Candes est construit sur une terrasse, au flanc du coteau de la rive gauche de la Vienne, au niveau de son confluent avec la Loire. Installé à l'ouest de la collégiale à une altitude d'environ 60 m, il domine d'une vingtaine de mètres la route qui traverse le bourg de Candes en longeant la Vienne et la Loire. Son parc s'étend vers l'ouest.

## Historique
Un château-fort médiéval, non loin des murailles qui défendaient la ville, existait à Candes probablement dès le Haut Moyen-Âge et servait déjà de résidence d'été aux archevêques de Tours qui appréciaient ce lieu en bord de Loire et hautement symbolique puisque c'est là que saint Martin était venu mourir. Ruiné pendant la guerre de Cent Ans, le château fort, qui se trouve au nord-est de la cour, est réparé à plusieurs reprises à la fin du XIVe siècle et au début du XVe siècle. C'est dans ce château que se déroule en 1446 l'instruction du procès des membres de la garde écossaise de Charles VII accusés d'avoir, à l'instigation du dauphin Louis, comploté contre le roi. Plusieurs rois de France, Charles le Chauve, Philippe Auguste, Charles VII, Louis — il effectue une douzaine de voyages à Candes — et Charles VIII résident dans ce château.
Robert de Lenoncourt, archevêque de Tours de 1484 à 1509, prend la décision de détruire ce château et de le remplacer, plus à l'ouest, par une demeure un peu moins austère dont la construction débute en 1485 mais qui n'est achevée qu'en 1520 sous l'épiscopat de Martin de Beaune. 
Les évêques continuent de résider dans le château vieux pendant la période estivale, ainsi que les visiteurs de haut rang comme les rois de France, jusqu'à ce qu'en 1682, Michel Amelot de Gournay, évêque de Tours, entreprenne la construction d'une nouvelle résidence épiscopale, baptisée château neuf. Le château vieux est alors délaissé ; la gendarmerie de Candes y est installée en 1857 jusqu'à sa dissolution en 1924.

## Architecture et décoration

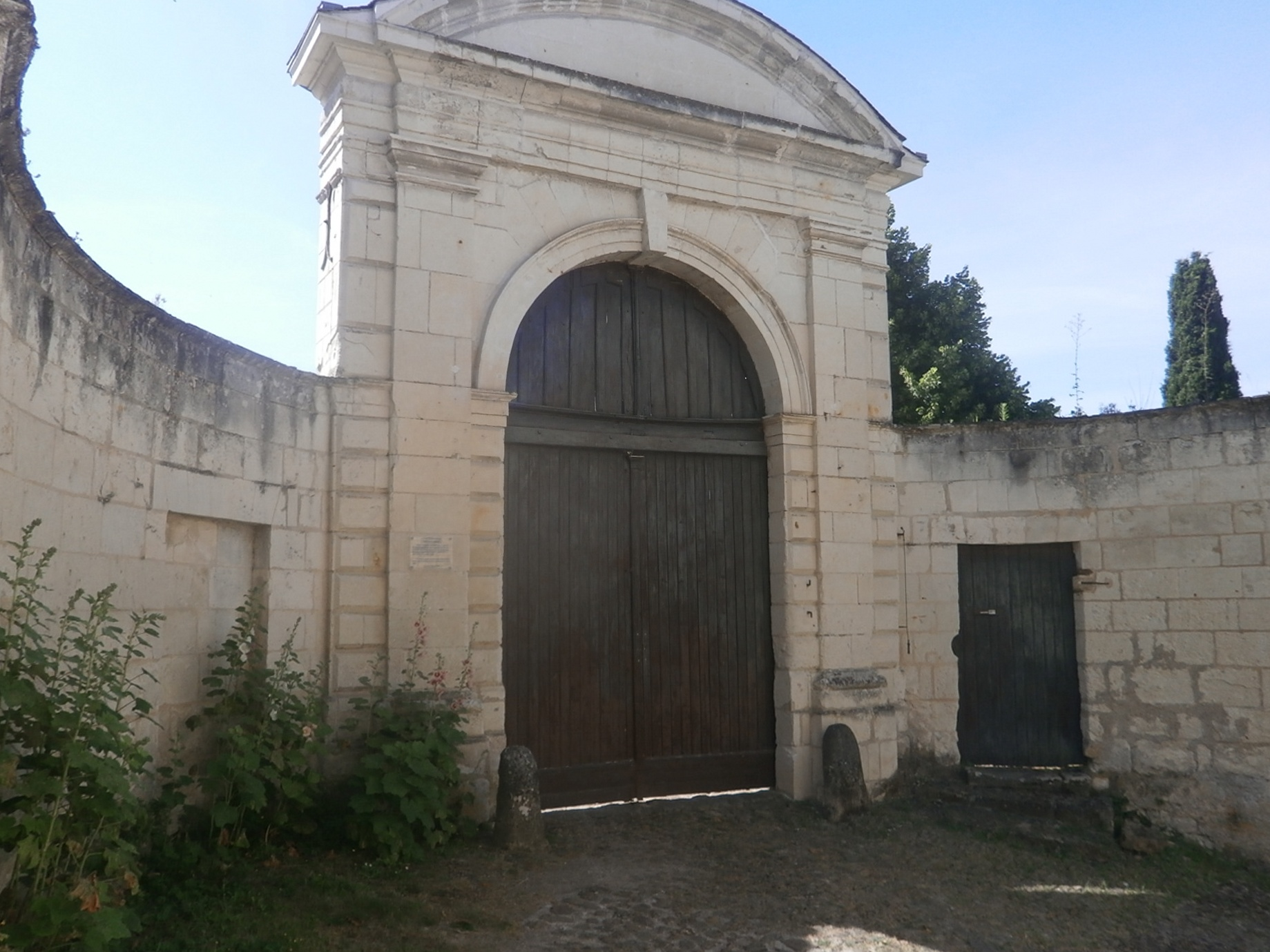
Le portail.

Le château-fort primitif a disparu, exception faite peut-être d'un petite aile intégrée à la construction plus récente.
Un corps du château vieux — bâtiment de deux étages avec comble et aile en retour d'équerre —, flanqué dans presque dans l'angle d'une tour d'escalier octogonale, existe toujours. Le blason de Robert de Lenoncourt est visible au niveau de l'accolade qui surmonte la porte de cette tour et les armes de Martin de Beaune décorent deux portes intérieures, ce qui permet de dater la construction de cette tour entre 1485 et 1520. Le corps du bâtiment montre encore des lucarnes à meneaux, les baies de la façade contrebutée par deux contreforts ayant perdu les leurs. La charpente de l'édifice affecte la forme d'une carène de navire renversée.
La tour l'Enfant, indépendante du logis mais flanquant la porte sud-ouest de l'enceinte qui dessert spécifiquement le château, date de la même phase de construction mais a été largement remaniée ultérieurement.
Un long bâtiment des communs, préservé, a abrité les cellules de la gendarmerie.
Le portail d'entrée en plein cintre presque parfait, qui s'ouvre au fond d'un hémicycle dans le mur d'enceinte et qui est flanqué de deux petites portes dont l'une est murée, fait également partie des constructions concernées par l'inscription au titre des monuments historiques.

## Pour en savoir plus